# Brigitte Gyr-Gschwend
Pour les articles homonymes, voir Gschwend (homonymie).
Brigitte Gyr-Gschwend, née le 9 août 1964, est une coureuse cycliste suisse.

## Palmarès sur route

### Jeux Olympiques
- 1988 Séoul
  - 41e de la course en ligne

### Championnats du monde
- 1985 Giavera del Montello
  - 33e de la course en ligne
- 1987 Villach
  - 22e de la course en ligne
- 1989 Chambéry
  - 27e de la course en ligne

### Par années
- 1982
  - 3e étape des Journees Havro-Cauchoises
- 1985
  - Steiermark Rundfahrt
  - 2e et 4e étapes de Steiermark Rundfahrt
- 1986
  - GP Kanton Aargau
  - 3e du Postgiro
- 1987
  - Paris-Bourges
  - 2e étape de Paris-Bourges
  - 3e du Tour de Berne
- 1988
  - Obergösgen
  - 7e étape de Postgiro
  - 3e du Tour de Berne
- 1989
  - 2e du Postgiro
- 1990
  - 3e du GP Kanton Zürich

### Grands tours

#### Tour d'Italie
2 participations
- 1989 : 9e
- 1990 : 20e

#### Tour de France
- 1988 : 20e